# Médaille d'or du mérite des beaux-arts
 (mai 2025).
La médaille d'or du mérite des beaux-arts (en espagnol : Medalla de Oro al mérito en las Bellas Artes) est un prix artistique qui est décerné chaque année depuis 1971 par le ministère de l'Éducation, de la Culture et des Sports espagnol. Il récompense les carrières remarquables dans le domaine de la création artistique et culturelle ou pour de remarquables services dans le développement et la diffusion de l'art et de la culture ou dans la conservation du patrimoine historique.

## Histoire

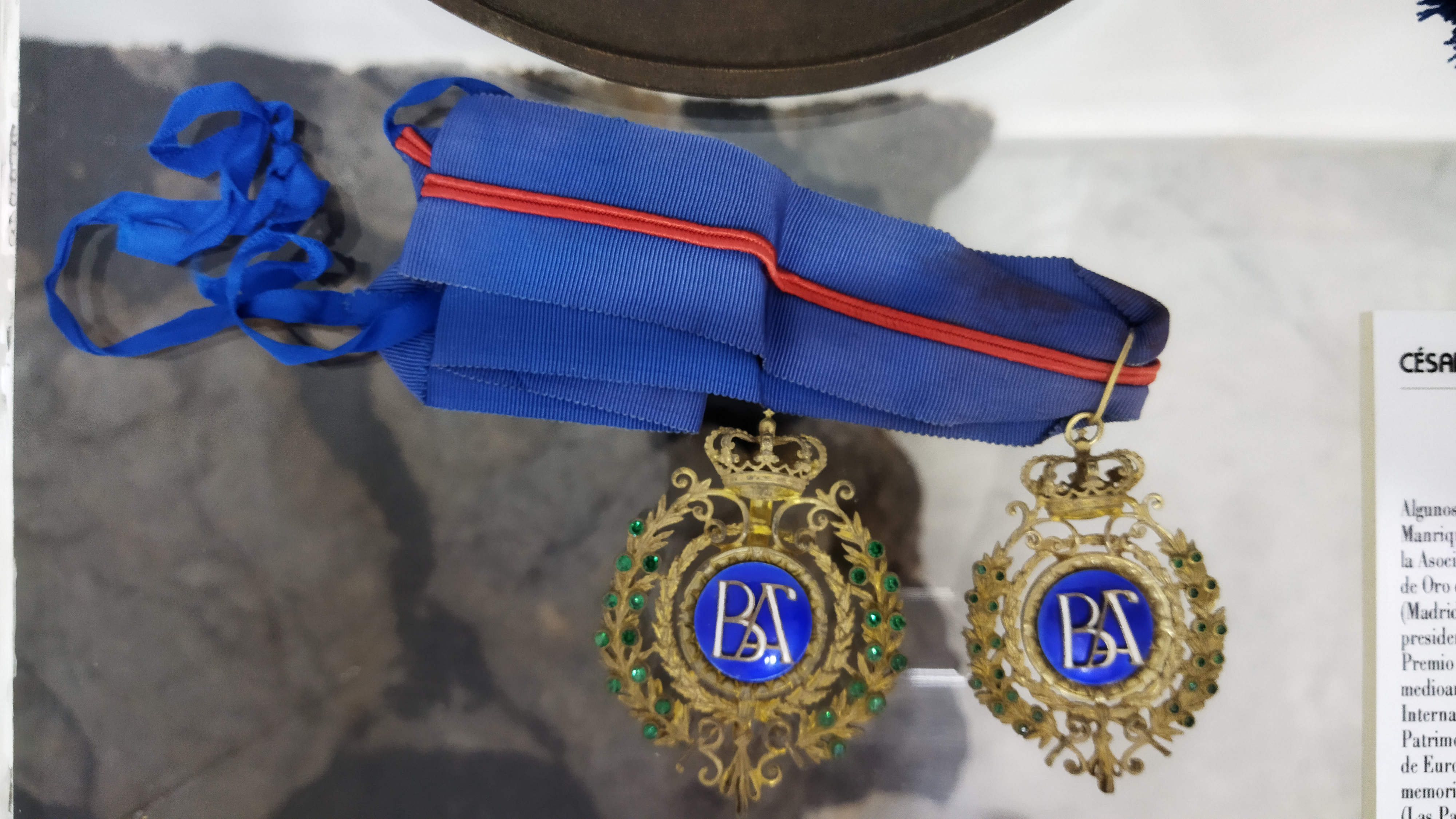
Médailles d'or du mérite des beaux-arts exposées à la à Tahiche (Lanzarote), en 2012.

Le prix est créé le 19 décembre 1969 par le gouvernement de Francisco Franco.
Depuis la première édition en 1971, le ministère de l'Éducation, de la Culture et des Sports décerne tous les ans des médailles du mérite des beaux-arts dans ses modalités d'or et d'argent, mais depuis 1995, les médailles d'argent cessent d'être décernées.
À la suite de la mort de Francisco Franco, qui signait officiellement les décrets décernant les médailles, c'est le roi Juan Carlos qui prend le relais en 1977 pour signer les décrets royaux.
Cette récompense fait partie des prix et médailles des arts scéniques et de la musique décernés tous les ans par le ministère.

## Lauréats

### Années 1970
Le prix a notamment été décerné aux peintres Salvador Dalí et Benjamín Palencia, à la soprano Montserrat Caballé et à l'historien de l'art Enrique Lafuente Ferrari.

### Années 1980
Le prix a notamment été décerné aux peintres César Manrique (également sculpteur et architecte), Joan Miró, Antoni Tàpies, Maruja Mallo, Antonio Saura (également écrivain), Antoni Clavé, Ramón Gaya, Hernando Viñes et José Caballero ; aux compositeurs Joaquín Rodrigo, Ernesto Halffter et Juan Hidalgo ; aux acteurs Núria Espert, José Luis López Vázquez, et Maria Casarès; aux réalisateurs de cinéma Luis Buñuel et Costa-Gavras ; au ténor Plácido Domingo ; au sculpteur Eduardo Chillida ; au dramaturge Fernando Arrabal, à l'écrivain et anthropologue Julio Caro Baroja et au professeur et historien de l'art José López-Rey.

### Années 1990
Le prix a notamment été décerné aux réalisateurs de cinéma Carlos Saura, Rafael Azcona, Fernando Trueba, Pedro Almodóvar, Bigas Luna ; aux écrivains Rafael Alberti, Antonio Buero Vallejo, Ana María Matute, Joan Brossa (également artiste expérimental) ; aux chanteurs de flamenco Camarón de la Isla et « Niña de la Puebla » ; aux chanteurs Miguel Ríos et Rocío Jurado ; à l'auteur-compositeur Joan Manuel Serrat, au compositeur Xavier Montsalvatge et au guitariste Paco de Lucía ; à l'architecte Rafael Moneo, au critique littéraire Josep Maria Castellet, au peintre Luis Gordillo et à l'actrice Carmen Maura.

### Années 2000
Le prix a notamment été décerné aux musiciens et chanteurs Caetano Veloso, Joaquín Sabina, Raphael, Miguel Bosé, Julio Iglesias et aux chanteuses de flamenco Bernarda et Fernanda de Utrera ; aux écrivains Pepín Bello, Maruja Torres, Jorge Semprún ; aux réalisateurs Bernardo Bertolucci Manoel de Oliveira et Isabel Coixet ; aux acteurs Victoria Abril et Antonio Banderas ; aux danseurs et chorégraphes Maurice Béjart, Joaquín Cortés ; aux peintres Eduardo Arroyo, Juan Genovés ; aux couturiers Paco Rabanne et Carolina Herrera ; au chef Ferran Adrià et à la Duchesse d'Albe Cayetana Fitz-James Stuart (collectionneuse d'art et mécène).

### Années 2010
Le prix a notamment été décerné au chanteur Alejandro Sanz, au compositeur et chef d'orchestre Manuel Alejandro et au directeur d'opéra Gerard Mortier.

### Années 2020
Le prix a notamment été décerné au réalisateur de cinéma espagnol Álex de la Iglesia, à l'acteur espagnol Javier Bardem, au chef d'orchestre vénézuélien Gustavo Dudamel, à la dessinatrice Carme Solé i Vendrell et au compositeur allemand Hans Zimmer.